# Gerónimo Viscovich
Gerónimo Viscovich (María Susana, Santa Fe, Argentina,  20 de mayo de 1987) es un futbolista argentino. Surgió de las divisiones formativas de Colón. Actualmente milita en el Club Atlético Güemes.

## Clubes
| Club                 | País                 | Año             |
| -------------------- | -------------------- | --------------- |
| NK Vinodol           | Croacia              | 2008            |
| NK Primorac Biograd  | Croacia              | 2009 - 2010     |
| NK Čapljina          | Bosnia y Herzegovina | 2010 - 2011     |
| Club Jorge Newbery   | Argentina            | 2011 - 2012     |
| Sarmiento de Leones  | Argentina            | 2012 - 2013     |
| Boca Río Gallegos    | Argentina            | 2013 - 2014     |
| Club Atlético Güemes | Argentina            | 2014 - Presente |

En cuanto a sus inicios futbolísticos Gerónimo se probó en las Cadetes del Internacional de Puerto Alegre.